# Hideo Tanaka
Hideo Tanaka (田中 英雄 Tanaka Hideo?), född 1 mars 1983 i Kumamoto prefektur, är en japansk fotbollsspelare.
Tanaka började sin karriär 2005 i Vissel Kobe. 2014 blev han utlånad till Kyoto Sanga FC. Han gick tillbaka till Vissel Kobe 2015. Han spelade 264 ligamatcher för klubben. Efter Vissel Kobe spelade han för Tegevajaro Miyazaki och Kamatamare Sanuki.